# Дихлорацетальдегид
Дихлорацетальдегид (2,2-дихлорацетальдегид, дихлоруксусный альдегид) — органическое вещество, альдегид дихлоруксусной кислоты. Побочный продукт при получении хлораля.

## Получение
- Основной лабораторный способ получения — жидкофазное хлорирование этанола при температуре 25—45 °C на установке для получения хлораля:

{\displaystyle {\ce {C2H5OH + 3Cl2 ->[][] CHCl2CHO + 4HCl}}}
- Жидкофазное хлорирование этаналя при температуре 0—50 °C:

{\displaystyle {\ce {CH3CHO + 2Cl2 ->[][] CHCl2CHO + 2HCl}}}
- Реакция ацетилена с хлорноватистой кислотой. При этом дихлорацетальдегид образуется в виде гидрата:

{\displaystyle {\ce {C2H2 + 2HOCl ->[][] CHCl2CHO*H2O}}}
Безводный дихлорацетальдегид получают перегонкой его гидрата над серной кислотой.

## Физические свойства
Представляет собой бесцветную негорючую жидкость с резким запахом. Растворим в органических растворителях, нерастворим в воде, но медленно реагирует с ней.

## Химические свойства
- В воде медленно образует нерастворимый гидрат:

В виде данного соединения дихлорацетальдегид обычно хранится по причине нестойкости безводного соединения.
- Хлорированием переводится в хлораль:

{\displaystyle {\ce {CHCl2CHO + Cl2 ->[][] CCl3CHO + HCl}}}
- Различными окислителями, к примеру азотной кислотой, окисляется до дихлоруксусной кислоты:

{\displaystyle {\ce {2CHCl2CHO + 2HNO3 ->[][] 2CHCl2COOH + NO + NO2 + H2O}}}
- Образует производные дифенилэтана при взаимодействии с ароматическими углеводородами в присутствии катализатора. К примеру, бензолом переводится в 1,1-бисфенил-2,2-дихлорэтан:

{\displaystyle {\ce {2C6H6 + CHCl2CHO ->[H2SO4][] C6H6CH(CHCl2)C6H6 + H2O}}}
- В процессе хранения быстро полимеризуется с образованием белой аморфной массы. Деполимеризуется при температуре более 120 °C, превращаясь обратно в дихлорацетальдегид[2].